# Веттин-Лёбеюн
Веттин-Лёбеюн (нем. Wettin-Löbejün) — город в Германии, расположен в земле Саксония-Анхальт.

## География
Веттин-Лёбеюн — самая северная община и город в районе Зале, расположенная примерно в 60 км к югу от столицы земли Магдебург и в 15 км к северу от крупного города Галле. До Дессау, находящегося на северо-востоке, около 35 км. Границей муниципальной территории на юго-западе почти полностью является река Зале, однако небольшой участок земли вокруг Засвича на противоположном берегу реки также относится к городу. На северо-востоке границу города образует западная часть реки Фуне. В пределах города также протекают небольшие ручьи, впадающие в Фуне и Зале. Самая высокая точка на территории города — гора Хальтберг около Лёбейюна, возвышающаяся на 180 м над уровнем моря. Самая низкая точка расположена в долине Зале возле Ротенбурга, на высоте около 68 м над уровнем моря. Часть городской территории расположена в природном парке Унтерес-Залеталь.

## История
Город был образован 1 января 2011 года в результате слияния городов Лёбеюн и Веттин, а также общин Брахвиц, Дёблиц, Домниц, Гимриц, Науендорф, Нойц-Леттвиц, Плёц и Ротенбург, которые ранее уже входили в административное сообщество Зале-Норд.